# Eutolmus pecinensis
Eutolmus pecinensis là một loài ruồi trong họ Asilidae. Eutolmus pecinensis được Lehr miêu tả năm 1984. Loài này phân bố ở vùng Cổ Bắc giới và châu Á.